# Anaxyrus kelloggi
Espèce
Synonymes
- Bufo kelloggi Taylor, 1938

Statut de conservation UICN

 LC  : Préoccupation mineure
Anaxyrus kelloggi est une espèce d'amphibiens de la famille des Bufonidae.

## Répartition
Cette espèce est endémique du Mexique. Elle se rencontre dans les plaines côtières du Pacifique, au centre-sud du Sonora, au Sinaloa et au Nayarit.

## Description
Les mâles mesurent de 29 à 44 mm et les femelles de 29 à 36 mm. Le dos de Bufo kelloggi est brun jaune avec de nombreuses marques brun noirâtre. Sa face ventrale est brun jaune terne. Son menton est jaunâtre chez la femelle et grisâtre foncé à noirâtre chez le mâle.

## Étymologie
Cette espèce est nommée en l'honneur de Remington Kellogg pour son excellent travail sur les amphibiens du Mexique paru en 1932.

## Publication originale
- Taylor, 1938 "1936" : Notes on the Herpetological Fauna of the Mexican State of Sinaloa. The University of Kansas science bulletin, vol. 24, no 20, p. 505-530 (texte intégral).